# Westpark (metropolitana di Monaco di Baviera)
Westpark è una stazione di metropolitana di Monaco di Baviera, nel distretto Sendling-Westpark, inaugurata il 16 aprile 1983.
È servita dalla linea U6, ed ha due binari.